# Trine Gadeberg
Trine Gadeberg (født 30. januar 1969) er en dansk sanger- og skuespillerinde.
Hun er kendt for sin medvirken som "Pyt" i tv-julekalenderen Nissernes Ø og har endvidere som skuespiller medvirket i blandt andet opsætningen af The Sound of Music og diverse optrædener i revyer.
I 2000 deltog hun i Dansk Melodi Grand Prix med sangen "Lykkefugl" og udgav året efter albummet Loving you, som blev indspillet med DR UnderholdningsOrkestret. I 2008 udgav hun julealbummet Der stråler en stjerne.
Sammen med Sofie Lassen-Kahlke, Anne Louise Hassing og Vicki Berlin og senere Kaya Brüel har hun siden 2010 optrådt som City Singler. I 2014 udkom deres tredje show.
I 2013 deltog hun i TV3's Masterchef Danmark. I 2014 deltog hun i Masterchef Grill, som hun vandt.

## Privatliv
Trine Gadeberg har datteren Andrea Heick Gadeberg (født 24. november 1998) med lærer og musiker Jørgen Heick.
Trine Gadeberg blev gift med skuespilleren Kasper Le Fevre den 15. december 2014 på Københavns Rådhus. De blev viet i Christians Kirke i København den 23. august året efter.

## Medvirkede
- Sønderborg Revyen (2002)
- Nissernes Ø (2003)
- Sønderborg Revyen (2007)
- Østjysk Musikforsyning (2007)
- Nykøbing F. Revyen (2008)
- Østjysk Musikforsyning (2009)
- Pagten (2009)
- City Singler Sko, håb & kærlighed (2010)
- Sønderborg Revyen (2010)
- Sønderborg Revyen (2011)
- Sønderborg Revyen (2012)
- City Singler Frækkere i 2'eren (2012)
- City Singler Trimmet i 3 kanten